# Imad El Kaka
Imad El Kaka (Vlaardingen, 1974) is een Palestijns-Nederlandse journalist en communicatieprofessional. Tevens is hij co-voorzitter van Meeting the Enemy, en voormalig presentator bij de publieke omroep. 
El Kaka debuteerde in 2002 samen met Hatice Kursun met het boek Mijn geloof en mijn geluk. De twee heteroseksuele journalisten probeerden met dit boek islamitische homo's en lesbo's, naar aanleiding van controversiële uitspraak van imam Khalil El Moumni dat homo's lager dan beesten zijn, een gezicht te geven door 24 portretten te maken van jongens en meisjes uit deze groep.